# غزو المغول لوسط آسيا

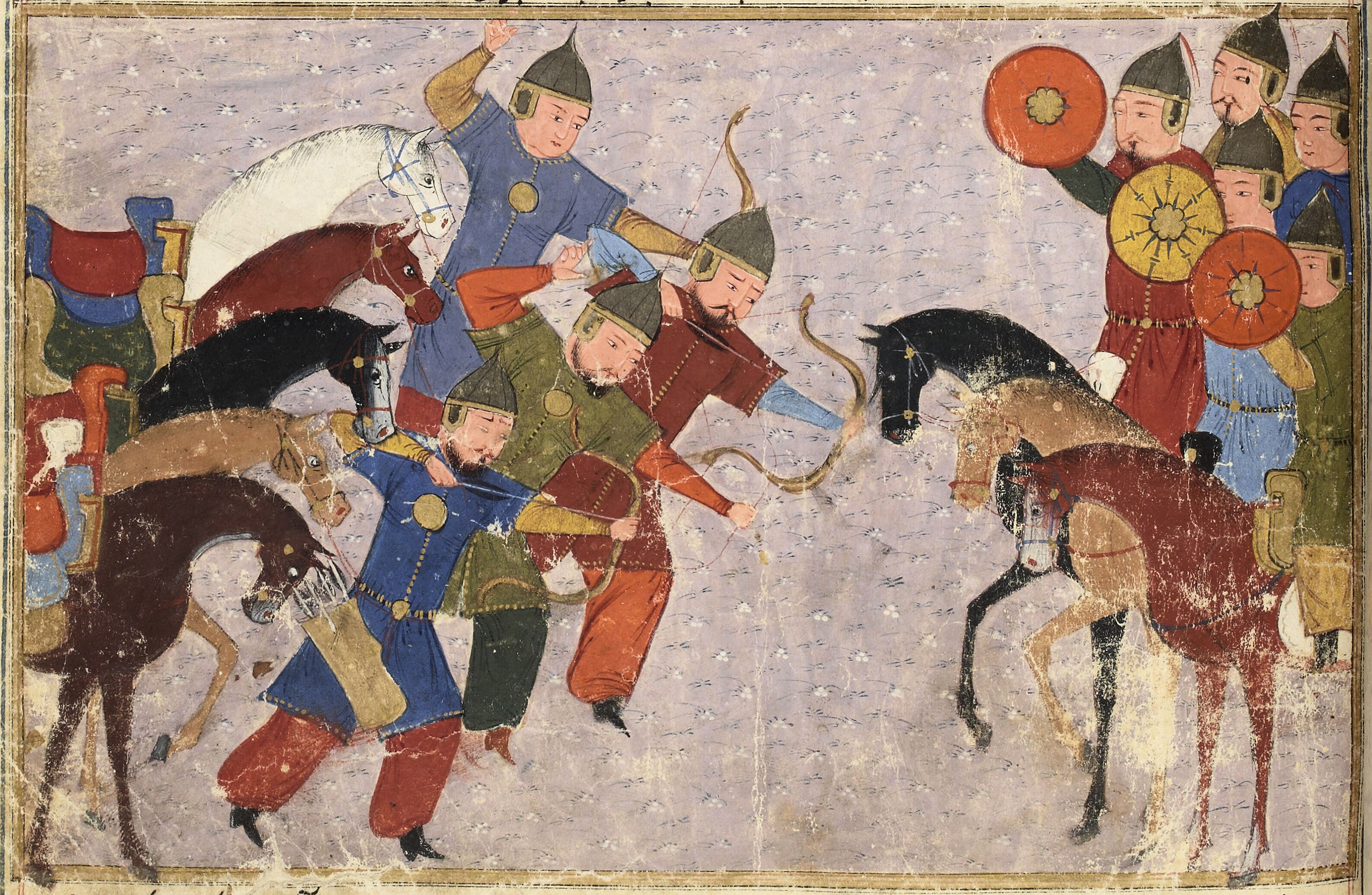
صورة لمعركة وليان التي دارت بين المغول بقيادة تاقاجاق ومُلغار ضد جلال الدين الخوارزمي، وأنتهت لصالح جلال الدين الخوارزمي.

```
حدث 
الغزو المغولي لوسط آسيا
 بعد توحيد قبائل المغول وقبائل 
التركمان
 على 
هضبة منغوليا
 في عام 1206. وقد تم أخيرًا بعد غزو 
جنكيز خان
 
للإمبراطورية الخوارزمية
 في عام 1211.
```

## الدولة القراخطائية (1216-1218)
خضعت شعوب الأويغور والتركمان المحليون والشعوب الطاجيكية والقارلوق للمغول. كانت دولة قاراغوجا الأويغورية تابعةً للقراخطائيين، ولكن في عام 1210، مثل حاكم قاراغوجا الأويغوري إديكوت برشوق أمام الخان لإعلان ولائه للمغول. كوفئ بالزواج بابنة جنكيز خان، وخدم الأويغور في دواوين المغول (خدمات بيروقراطية). قلد القائد العسكري لوادي تشوي الأويغور في ذلك، وهو من قادة القارلوق وقادة بوزار.
كان القراخطائيون (الخطائيون السود) خطائيي سلالة لياو (907-1125) الذين طردتهم من الصين سلالة جين الحاكمة. انتقل بعض الخطائيين في عام 1124 باتجاه الغرب تحت قيادة يلو داشي وشكلوا الخانات القراخطائيين (غرب لياو) بين منطقة هفت آب ونهر تشو. سيطروا على وسط آسيا في القرن الثاني عشر بعد هزمهم القائد السلجوقي العظيم أحمد سنجر في معركة قطوان في عام 1141. ولكن قوتهم تحطمت في عام 1211 من خلال الأفعال المشتركة لشاه خوارزم علاء الدين محمد (1200-1220) وكشلو خان، وهو أمير قبلية نايمان الهارب من مغول جنكيز خان. احتمى كشلو خان عند القراخطائيين ولكنه اعتلى عرش الكور خان (الحاكم العالمي عند المغول) في عام 1211.
هاجم كشلو خان مدينة آلماليق، ولجأ القارلوق هناك والذين كانوا أتباع المغول لجنكيز خان طلبًا للمساعدة. في عام 1216، أرسل جنكيز قائده جيبي لملاحقة كشلو خان. هزم المغول القراخطائيين في بلاساغون، هرب كشلو خان ولكنه قتل لاحقًا عام 1218.

## بلاد خوارزم (1219-1221)
أتى غزو المغول الأساسي لكل «الناس في خيم اللباد» بالقليل من إراقة الدماء نسبيًّا، ودون خسائر مادية تُذكر. وقد وحدوا خلاله كل قبائل الغجر في بلاد المغول ومن ثم التركمان وكل الشعوب الغجرية. لم يكن في نية المغول من البداية غزو الإمبراطورية الخوارزمية، ووفق عطاء ملك الجويني فإن جنكيز خان أرسل بالأصل رسالةً لحاكم الإمبراطورية الخوارزمية السلطان محمد علاء الدين يسأله فيها التجارة ويحييه فيها بوصفه جاره قائلًا: «أنا سيد أراضي الشمس المشرقة في حين تحكم أنت أراضي الشمس الغاربة. فلنصل إلى معاهدة متينة للصداقة والسلام». أو قال: «أنا خان أراضي الشمس المشرقة في حين أنت سلطان أراضي الشمس الغاربة: لنصل إلى اتفاقية متينة للصداقة والسلام».
ولكن حاكم فاراب رفض استقبال الرسل وقتلهم جميعًا وعددهم 450، بإذن من السلطان. عقب سماعه هذه الحادثة المشينة بعد شهور، هب جنكيز خان غاضبًا واستخدم الحادثة ذريعةً للغزو. ولكن غزو المغول لوسط آسيا جلب معه الدمار الشامل للإمبراطورية الخوارزمية مع مجزرة طالت كثيرًا من السكان المدنيين في المنطقة. وفق الجويني فقد أمر المغول بجولة واحدة فقط من الذبح في خوارزم وبلاد ما وراء النهر، ولكنهم أبادوا بشكل منظم نسبةً كبيرةً من سكان مدن خراسان. أعطى هذا للمغول سمعة التعطش للدماء والقسوة التي أصبحت علامة حملاتهم اللاحقة.
أثناء غزو بلاد ما وراء النهر في عام 1219، استخدم جنكيز خان مع قواته المغولية وحدة صينيةً مختصة من المنجنيقات في معاركه. استخدمها ثانيةً في معاركه في عام 1220 في بلاد ما وراء النهر. ربما استخدم الصينيون المنجنيقات لإطلاق قنابل من البارود؛ بما أنهم كانوا قد امتلكوا هذه التقنية آنذاك. أثناء غزو جنكيز خان لبلاد ما وراء النهر وبلاد فارس كان العديد من الصينيين الذين يعرفون البارود يخدمون في جيشه. اقترح مؤرخون أن يكون غزو المغول جلب معه أسلحة البارود إلى وسط آسيا. ومن بين تلك الأسلحة الهوتشوتنغ، وهو مدفع هاون صيني.